# 임실역
임실역(Imsil station, 任實驛)은 전북특별자치도 임실군 임실읍 두곡리에 위치한 전라선의 철도역이다. 
임실읍에 위치하고는 있으나 읍사무소 소재지까지는 3km 정도 되며, 전체 20대의 무궁화호 하행 1회 무궁화호 열차가 통과한다. (#1511 통과)

## 역사
- 1931년 10월 1일 : 보통역으로 영업 개시
- 1950년 10월 15일 : 한국 전쟁으로 역사 소실
- 1957년 6월 14일 : 구 역사 완공
- 1994년 9월 27일 : 현 역사 완공
- 2008년 11월 1일 : 화물 취급 중지[1]
- 2016년 12월 9일 : 누리로 운행개시
- 2018년 6월 30일 : 누리로 운행 종료
- 2018년 7월 1일 : 충북선 누리로 재운행으로 전라선 1501,1512열차는 무궁화호로 변경 운행 개시
- 2023년 3월 1일 : 남도해양열차 정차 개시

## 역 구조
승강장은 2면 2선의 쌍섬식 승강장으로 운용되며, 외선에 대피선 2선이 설치되어 있다. 특이하게 승강장이 타 역들에 비해서 매우 좁다.

### 승강장
| ↑ 전주      |
| 상 \| 하 \| |
| 오수 ↓      |

| 상행 | 전라선 | 용산 · 영등포 · 안양 · 수원 · 평택 · 천안 방면 |
| 하행 | 전라선 | 순천 · 여수엑스포 방면                         |

## 인접한 역
| 전라선         | 전라선        | 전라선               |
| -------------- | ------------- | -------------------- |
| 전주 용산 방면 | 무궁화 전라선 | 오수 여수엑스포 방면 |
| 전주 서울 방면 | 남도해양열차  | 남원 여수엑스포 방면 |